# Goran Kartalija
Goran Kartalija (ur. 17 stycznia 1966 w Kljajićevie) – austriacki piłkarz pochodzenia chorwackiego występujący na pozycji obrońcy. Zawodnik klubu SC St. Valentin.

## Kariera klubowa
Kartalija seniorską karierę rozpoczynał w 1985 roku w jugosłowiańskim klubie FK Vrbas. W 1988 roku przeszedł do Vojvodiny. W 1989 roku zdobył z nią mistrzostwo Jugosławii. W Vojvodinie spędził 3 lata. W 1991 roku wyjechał do Austrii, gdzie został graczem zespołu Wiener SC z Erste Ligi. Jego barwy reprezentował przez rok.
W 1992 roku odszedł do ekipy Linzer ASK z austriackiej Bundesligi. W 1993 roku spadł z nią do Erste Ligi, ale po roku powrócił do Bundesligi. W 1995 roku zespół Linzer ASK zmienił nazwę na LASK Linz. Kartalija grał tam do 1997 roku.
W 1997 roku podpisał kontrakt z francuskim OGC Nice z Division 2. W tych rozgrywkach zadebiutował 2 sierpnia 1997 roku w zremisowanym 1:1 pojedynku z Red Starem. W OGC Nice spędził rok. W 1998 roku wrócił do Austrii. Został tam zawodnikiem Admiry Wacker Mödling. Następnie grał w zespołach Union Weißkirchen, Union Gunskirchen, SK Asten, a w 2008 roku przeszedł do SC St. Valentin.

## Kariera reprezentacyjna
W reprezentacji Austrii Kartalija zadebiutował 27 marca 1996 roku w wygranym 1:0 towarzyskim meczu ze Szwajcarią. W latach 1996–1997 w drużynie narodowej rozegrał w sumie 4 spotkania.